# Vin sans indication géographique
Un vin sans indication géographique (VSIG) est une catégorie européenne de vins. Les vins sans indication géographique produits en France sont sous le contrôle de FranceAgriMer. Ces vins portent alors la mention « Vin de France ». Leur nombre peut varier d'année en année en fonction des agréments accordés par FranceAgriMer aux opérateurs et des choix de ces derniers.
Le mot « France » étant en soi une indication géographique, il faut comprendre par « vin sans indication géographique » : vin sans indication géographique plus précise que le pays de production, par opposition aux vins sous AOC et aux vins sous IGP.
Si le vin est issu de produits provenant de divers pays de l'Union européenne, l'étiquette peut mentionner un ou plusieurs pays, ou porter l'une des mentions « Vin de la Communauté Européenne » ou « Mélange de Vins de différents pays de la Communauté Européenne ».

## Vins de table

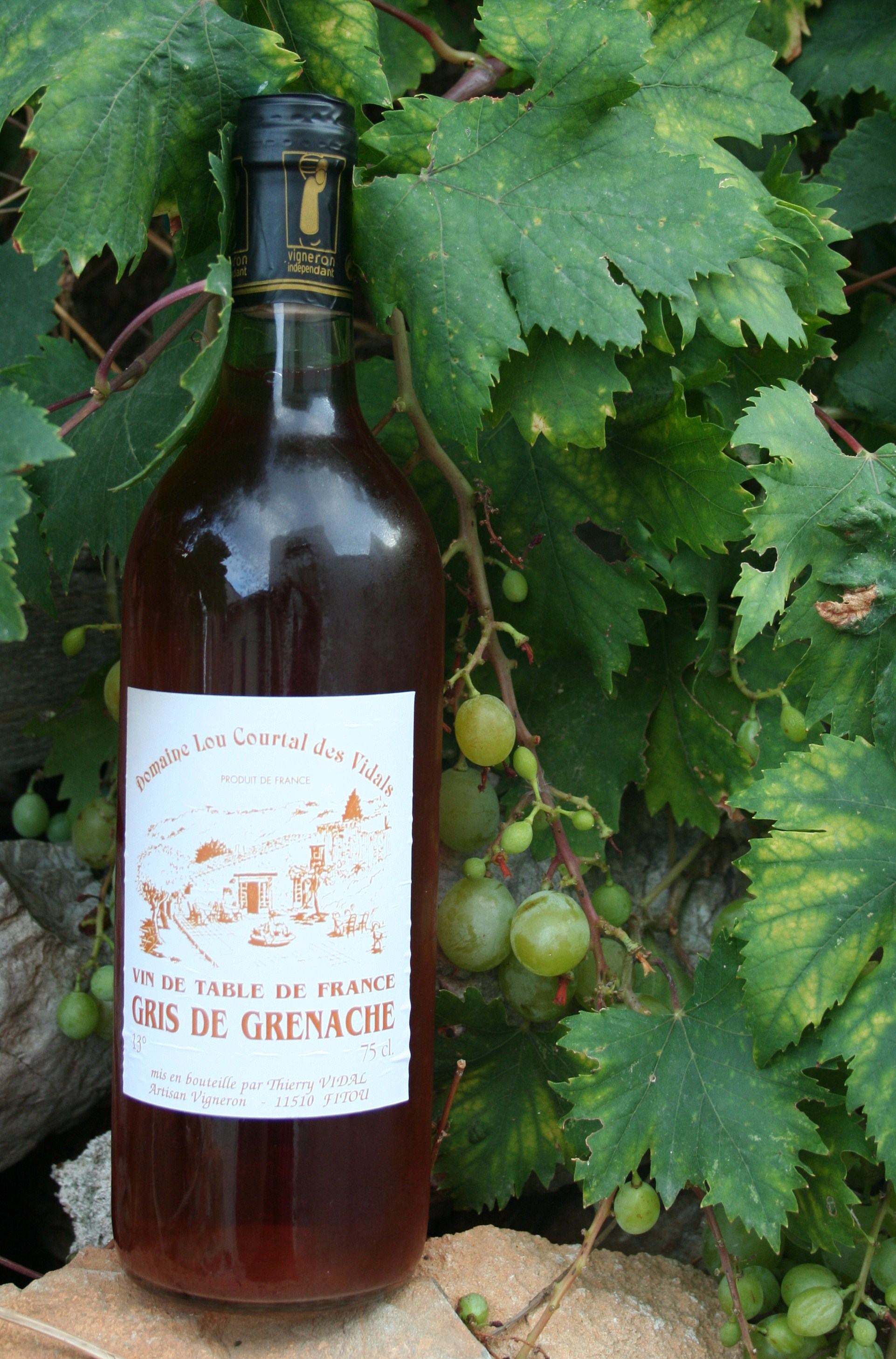
Vin de table de France produit dans le Languedoc à base de grenache gris

« Vin de table » était une dénomination généralement donnée aux vins dits « de consommation courante ». En France, cette terminologie a été adoptée lors des premiers règlements communautaires relatifs au vin pris à partir de 1970.
Les vins de table étaient :
- au sens français : une catégorie de vins au même titre que les vins sous AOC, les vins délimités de qualité supérieure et les vins de pays. À l'exception des vins sous AOC, toutes ces catégories ont été supprimées le 31 décembre 2011[4] ;
- au sens européen : une catégorie de vins qui regroupait, pour la France, les vins de pays et les vins de table au sens français. Cette catégorie européenne a été divisée en deux le 1er août 2009[5] : les vins sous IGP et les vins sans indication géographique.

En France, les vins sous IGP ont progressivement remplacé les vins de pays, et les vins sans indication géographique portant la mention « Vin de France » ont progressivement remplacé les vins de table au sens français.
| Pays                                                  | Vin de table avec indication géographique                                                                             | Vin de table sans indication géographique |
| ----------------------------------------------------- | --- | ----------------------------------------- |
| Allemagne, Viticulture en Allemagne                   | Landwein | Tafelwein                                 |
| Autriche, Viticulture en Autriche                     | Landwein | Tafelwein                                 |
| Belgique, Viticulture en Belgique                     | Landwijn (flamand), Vin de pays (français)                                                                            | Tafelwijn ou vin de table                 |
| Bulgarie, Viticulture en Bulgarie                     | Регионално вино Regionalno vino                                                                                       |                                           |
| Chypre, Viticulture à Chypre                          | Επιτραπέζιος Οίνος de Γεωγραφική Ένδειξη                                                                              | Τοπικός Οίνος Topikós Oínos               |
| République tchèque, Viticulture en République tchèque | Zemské víno | Stolní víno                               |
| Danemark, Viticulture au Danemark                     | Vin régional |                                           |
| Espagne, Viticulture en Espagne                       | Vino de la Tierra | Vino de mesa                              |
| France, Viticulture en France                         | Vin de pays | Vin de table                              |
| Grèce, Viticulture en Grèce                           | ονομασία κατά παράδοση onomasía katá parádosi, dénomination traditionnelle ; τοπικός οίνος topikós oínos, vin de pays | Επιτραπέζιος οίνος                        |
| Hongrie, Viticulture en Hongrie                       | Tájbor, vin de pays                                                                                                   |                                           |
| Italie, Viticulture en Italie                         | Indicazione geografica tipica (IGT)                                                                                   |                                           |
| Luxembourg, Viticulture au Luxembourg                 | | Vin de table                              |
| Malte, Viticulture à Malte                            | Indikazzjoni Ġeografika Tipika (I.G.T.)                                                                               |                                           |
| Pays-Bas, Viticulture aux Pays-Bas                    | Landwijn | Tafelwijn                                 |
| Portugal, Viticulture au Portugal                     | Vinho regional | Vinho de mesa                             |
| Roumanie, Viticulture en Roumanie                     | Vin cu indicaţie geografică                                                                                           |                                           |
| Royaume-Uni, Viticulture en Grande-Bretagne           | Regional wine | Table wine                                |
| Serbie, Viticulture en Serbie                         | Регионално вино Vin régional                                                                                          | Стоно вино Stono vino                     |
| Slovénie, Viticulture en Slovénie                     | Deželno vino s priznano geografsko oznako (Deželno vino PGO)                                                          | Stolové víno                              |
| Suède, Viticulture en Suède                           | Lantvin | Bordsvin                                  |

## Production

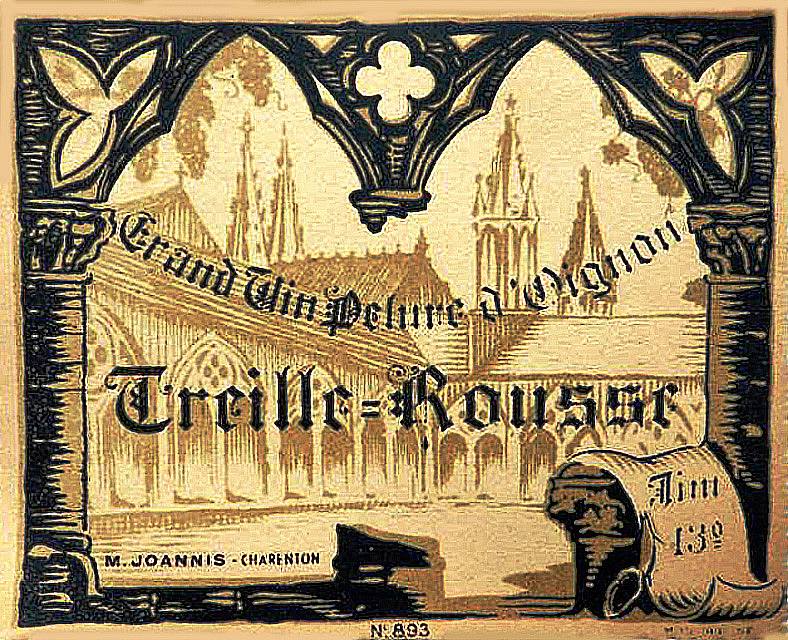
Pelure d'oignon vin de marque Treille Rousse

Les vins sans indication géographique ont encore aujourd'hui une réputation controversée. En effet pour ces vins, on utilise principalement des cépages à rendement élevé tels que le carignan ou l'aramon. Rendement élevé étant synonyme d'acidité (moins de sucre) et d'une saveur peu marquée, les vins de table peuvent être qualifiés de « gros rouges » et les blancs dits « génériques ». Pour les rosés, il existe une dénomination spécifique, le pelure d'oignon qui définit une couleur pouvant varier ou évoluer selon l'âge du rose saumon au vieux rose en passant par l'abricot. Ce sont des vins oxydés à consommer rapidement. Certains cépages comme le gamay ou le tannat vinifiés en rosé virent d'une couleur cerise clair à l'orange, quant au cabernet, il prend une robe pétale de rose.
Cependant, l'évolution de la production française tend à une diminution des volumes et une volonté d'amélioration de la qualité, sous l'influence du monde anglo-saxon qui a donné l'impulsion des vins de cépages, mettant le décryptage des étiquettes à la portée des amateurs débutants : il est plus facile, pour le néophyte, de retrouver le goût d'un vin qu'il aime (ainsi le cépage Syrah de tel producteur aura toujours le même goût).
Parmi les vins sans indication géographique, on distingue ainsi les vins sans mention de cépage ou de millésime, et les vins avec mention de cépages et de millésime. Ils sont alors également appelés vins de cépages ou vins mono-cépage.
Certains vins commercialisés en « Vin de France » peuvent également être constitués d'excédents de production d'un domaine particulier et présentent donc les caractéristiques du terroir, bien qu'aucune origine géographique précise ne soit mentionnée.